# Adrian Mazilu
Adrian Mazilu, né le 13 septembre 2005 à Constanța en Roumanie, est un footballeur roumain qui évolue au poste d'ailier droit à Brighton & Hove Albion.

## Biographie

### En club
Né à Constanța en Roumanie, Adrian Mazilu est formé par l'Académie Gheorghe Hagi, pour ensuite commencer sa carrière dans le club partenaire du Farul Constanța. Il joue son premier match en professionnel le 9 novembre 2022, lors d'une rencontre de coupe de Roumanie face au Rapid Bucarest. Il entre en jeu et se fait remarquer en inscrivant son premier but en professionnel, participant à la victoire de son équipe sur le score de deux buts à zéro. Mazilu fait sa première apparition en première division roumaine le 12 novembre 2022, en entrant en jeu face au Chindia Târgoviște (1-1 score final).
Mazilu inscrit son premier but en première division le 6 février 2023 face au CS Universitatea Craiova. Titulaire, il ouvre le score et contribue à la victoire de son équipe par deux buts à un,.
Il remporte son premier titre en étant sacré champion de Roumanie lors de la saison 2022-2023, le Farul Constanța remportant le premier titre de son histoire,.

### En sélection
Adrian Mazilu représente l'équipe de Roumanie des moins de 17 ans. Il joue un total de six matchs avec cette sélection, tous en 2021.

## Palmarès
Farul Constanța
- Championnat de Roumanie (1) :
  - Champion : 2022-23.